# Live to Die
Live to Die è un album pubblicato dalla heavy/christian metal band Bride nel 1988.

## Tracce
1. Metal Might (3:36)
2. Hell No (3:51)
3. In The Dark (4:12)
4. Out For Blood (3:00)
5. Live To Die (2:54)
6. Fire And Brimstone (4:27)
7. Whiskey Seed (3:43)
8. Here Comes The Bride (2:29)
9. Heroes (7:11)

## Formazione
- Dale Thompson - voce
- Troy Thompson - chitarra
- Steve Osborne - chitarra
- Scott Hall - basso
- Stephen Rolland - batteria